# 運命のしずく〜Destiny's star〜/星空計画
「運命のしずく〜Destiny's star〜/星空計画」（うんめいのしずく・デスティニーズ・スター/ほしぞらけいかく）は、日本の音楽ユニット・GIRL NEXT DOORの10作目のシングル。

## 概要
- 前作「Ready to be a lady」から約2か月ぶりにして、「情熱の代償/ESCAPE」以来7作ぶりの両A面シングル。
- 「Seeds of dream」以来6作ぶりに表題曲のインストゥルメンタルが未収録となった。
- 表題1曲目は特撮映画『ウルトラマンゼロ THE MOVIE 超決戦!ベリアル銀河帝国』の主題歌に[1][2][3]、表題2曲目はシャープ『SoftBank 003SH』のCMソングにそれぞれ使用された。映画のタイアップは今作が初となった[2]。
- 今作発売を記念してユニットのマスコットキャラクター・ガルネコとウルトラセブンが合体した「ガルネコセブン」が制作された[4][5]。
- ジャケットが異なるCD+DVD規格2種とCD規格の3形態で発売され、CD+DVD規格1種はMUSIC VIDEO盤と銘打たれ全表題曲のミュージック・ビデオとオフショット映像が収録された。もう1種はLIVE映像盤と銘打たれ、2010年5月14日から6月18日に全国のライブハウスで敢行された初のライブツアー『GIRL NEXT DOOR LIVE TOUR 2010 "FIRST COLLECTION"』から最終日の東京・恵比寿LIQUIDROOM公演よりedition2と称して「Drive away」「Seeds of dream」「ESCAPE」の公演映像とオフショット映像が収録された。
- オリコンチャート初登場7位を獲得。10作連続でトップ10入りを果たした。

## 収録曲
| 全作曲: 鈴木大輔。 |                                                |                  |            |                           |                                                                                |      |
| #                  | タイトル                                       | 作詞             | 作曲・編曲 | 編曲                      | リミックス                                                                     | 時間 |
| 1.                 | 「運命のしずく〜Destiny's star〜」             | 千紗 & Kenn Kato | 鈴木大輔   | GIRL NEXT DOOR & 水上裕規 |                                                                                | 5:01 |
| 2.                 | 「星空計画」                                   | 千紗 & Kenn Kato | 鈴木大輔   | GIRL NEXT DOOR & 水上裕規 |                                                                                | 3:58 |
| 3.                 | 「星空計画 〜Merry X'mas thanks daddy ver.〜」 | 千紗 & Kenn Kato | 鈴木大輔   | GIRL NEXT DOOR & 水上裕規 |                                                                                | 3:52 |
| 4.                 | 「Be your wings (Hi-NGR Attack Remix)」        | 千紗 & Kenn Kato | 鈴木大輔   |                           | クラウディオ・アッカティーノ、フェデリーコ・リモンティ、ロベルト・フェスターリ | 6:01 |
| 5.                 | 「FRIENDSHIP (BE MY FRIENDS Remix)」           | 千紗 & Kenn Kato | 鈴木大輔   |                           | モリス・カパルディ、マッテオ・リッツィ                                         | 5:26 |

### 解説
1. 運命のしずく〜Destiny's star〜
同年の『a-nation’10』にてウルトラマンゼロの映像を使用したことを機に円谷プロダクションと交流を深めたことから、『ウルトラマンゼロ THE MOVIE 超決戦!ベリアル銀河帝国』のために書き下ろされた楽曲[1][2][3]。後述の一部コンピレーション・アルバムには渡辺泰司がリミックスを手掛けたUltramanzero Remixとして収録された。
ミュージック・ビデオは「光と闇の戦い」「希望と勇気、絆」をコンセプトに制作され[3]、業界初の試みとしてウルトラマンゼロを始め、同作に登場する全11体のウルトラマンが出演した[1][2][3]。
2. 星空計画
当初のタイトルは「Ring your bell～星空計画～」だった[1]。
フェードアウトで終わっているが、ベスト・アルバム『girl next door THE LAST 〜A-SIDE SINGLE BEST〜』収録バージョンでは、最後まで演奏して曲が終わる。
3. 星空計画 〜Merry X'mas thanks daddy ver.〜
表題2曲目のリアレンジバージョン。
4. Be your wings (Hi-NGR Attack Remix)
6thシングル「Be your wings/FRIENDSHIP/Wait for you」収録曲のリミックスバージョン。
5. FRIENDSHIP (BE MY FRIENDS Remix)
6thシングル「Be your wings/FRIENDSHIP/Wait for you」収録曲のリミックスバージョン。

## 参加ミュージシャン
GIRL NEXT DOOR
- 千紗：Vocal
- 鈴木大輔：Keyboards
- 井上裕治：Guitar

Support Musician
- シルヴィオ・モレッティ：Guitar (#5)

## タイアップ
運命のしずく〜Destiny's star〜
- 松竹配給特撮映画『ウルトラマンゼロ THE MOVIE 超決戦!ベリアル銀河帝国』主題歌

星空計画
- シャープ製携帯電話『SoftBank 003SH』CMソング

## 収録アルバム
運命のしずく〜Destiny's star〜
- Destination
- SINGLE COLLECTION
- girl next door THE LAST 〜A-SIDE SINGLE BEST〜
- ウルトラマンゼロ THE MOVIE 超決戦!ベリアル銀河帝国 オリジナル・サウンドトラック (Ultramanzero Remix)
- ウルトラマンシリーズ45周年記念 ウルトラマン主題歌大全集 (Ultramanzero Remix)
- 円谷プロダクション 創立50周年記念円谷プロの世界Ⅱ ★ULTRA ANTHOLOGY★1966～2013
- ウルトラマンシリーズ放送開始50年 ウルトラマン主題歌大全集 1966-2016 (Ultramanzero Remix)
- ウルトラマン 主題歌・挿入歌 大全集 Ultraman Songs Collected Works

星空計画
- girl next door THE LAST 〜A-SIDE SINGLE BEST〜

Be your wings (Hi-NGR Attack Remix)
- Destination(通常盤)

FRIENDSHIP (BE MY FRIENDS Remix)
- Destination(通常盤)